# Pico Alexander
Pico Alexander, właśc. Aleksander Łukasz Jogałła (ur. 3 czerwca 1991 w Nowym Jorku) – amerykański aktor filmowy, teatralny i telewizyjny pochodzenia polskiego.

## Życiorys

### Wczesne lata
Urodził się w Nowym Jorku jako syn Magdaleny Deskur i Łukasza Jogałły, operatora kamery. Jego rodzice wyemigrowali do Stanów Zjednoczonych z Krakowa w latach 80. XX wieku. Dziadek ze strony ojca Jerzy Jogałła był aktorem, prababka Anna Turowiczowa była tłumaczką literatury pięknej, a pradziadek Jerzy Turowicz – wieloletnim redaktorem naczelnym „Tygodnika Powszechnego”. Praprababka Zofia Kernowa była poetką, prozaiczką, publicystką i działaczką niepodległościową, a prapradziadek Janusz Gąsiorowski – generałem brygady Wojska Polskiego.
Wychowywał się w Park Slope, w okręgu Brooklynu z młodszą siostrą Klarą. Ukończył Fiorello H. LaGuardia High School of Music & Art and Performing Arts.
Płynnie posługuje się językiem polskim i angielskim.
Jego pseudonim artystyczny „Pico” wymyślił dziadek.

### Kariera
W 2001, kiedy miał dziesięć lat wraz z ojcem kamerzystą odwiedzał plan filmowy  komedii romantycznej Kate i Leopold i poznał Hugh Jackmana. Karierę aktorską rozpoczął od występów teatralnych, zagrał między innymi w spektaklach Our Town, Punk Rock i What I Did Last Summer. Od 2009 występuje również w serialach telewizyjnych i produkcjach filmowych. W 2010 współtworzył scenariusz filmu krótkometrażowego Get Set GO!. W dramacie kryminalnym J.C. Chandora Rok przemocy (2014) pojawił się jako Esai Morales, brat głównego bohatera, zaś w dramacie Jamesa Schamusa Indignation (2016) jako Sonny Cottler. We wrześniu 2017 miała miejsce premiera filmu Wszyscy moi mężczyźni, w którym u boku Reese Witherspoon zagrał jedną z głównych ról. W 2019 zagrał w serialu Paragraf 22  pełnego zasad i patosu pilota Clevingera, który zaginął.